# Эномото, Ёсино
Ёсино Эномото (яп. 永野元 佳乃 Эномото Ёсино,  22 сентября 1998, Осака, Япония) — японская хоккеистка, нападающий. Игрок национальной сборной Японии с 2017 года. В чемпионате Японии выступает за команду «Сэйбу Принцесс Рэббитс». С 2014 по 2016 год играла в составе юниорской сборной Японии. Победительница турниров в первом дивизионе чемпионата мира 2017 и юниорского чемпионата мира 2016. Чемпионка Зимних Азиатских игр 2017 в Саппоро. Бронзовый призёр хоккейного турнира Зимней Универсиады 2019 в Красноярске.

## Биография
Ёсино Эномото родилась в Осаке. В чемпионате Японии играет за команду «Сэйбу Принцесс Рэббитс». В сезоне 2013/14, в возрасте 16-ти лет, дебютировала за юниорскую сборную Японии на чемпионате мира до 18 лет. Эномото на турнире забросила две шайбы. Япония заняла седьмое место, выиграв в утешительном раунде у сборной Венгрии. На следующим юниорском первенстве Ёсино не смогла отметиться результативностью. Япония заняла последнее место и перешла в первый дивизион. На турнире 2016 года Эномото вместе с Юуки Ито стали лучшими ассистентами японской команды. Японки выиграли все матчи на соревновании и получили допуск в топ-дивизион.
В 2017 году Эномото дебютировала за основную сборную Японии. Сначала она приняла участие в финальной стадии квалификации хоккейного турнира Зимних Олимпийских игр 2018. Матчи проходили в Японии, в городе Томакомай, и завершились победой хозяек. Спустя месяц Ёсино приняла участие ещё в одном домашнем соревновании — Зимних Азиатских играх 2017 в Саппоро. Она набрала 10 (5+5) очков в пяти матчах и помогла японской сборной завоевать золотые медали. Третьим международным турниром для Ёсино стал розыгрыш группы A первого дивизиона чемпионата мира. Японки вновь выиграли все матчи и квалифицировались в топ-дивизион. В марте 2019 года Эномото вошла в окончательный состав студенческой сборной Японии для участия на Зимней Универсиаде 2019, проводимой в Красноярске. На турнире Мэи сыграла в 7-ми матчах, заработав 8 (5+3) результативных балла. Сборная Японии сумела завоевать бронзовые медали Универсиады, победив в матче за 3-е место сборную США со счётом 2:1. В этом же году она принимала участие в чемпионате мира 2019. На данном турнире Эномото не сумела набрать результативных баллов. Япония проиграла в 1/4 финала сборной США и заняла на турнире 8-е место.

## Статистика
| Легенда | Легенда                    | Легенда | Легенда                   | Легенда | Легенда    |
| ------- | -------------------------- | ------- | ------------------------- | ------- | ---------- |
| И       | Количество проведённых игр | Штр     | Штрафное время            | +/−     | Плюс-минус |
| Г       | Голы                       | П       | Голевые передачи          | О       | Очки       |
| -       | Статистика неизвестна      | —       | Статистика не учитывалась |         |            |

### Международная
По данным: Eurohockey.com и Eliteprospects.com

## Достижения
Командные
| Год  | Команда         | Достижение                                                  | Достижение |
| ---- | --------------- | ----------------------------------------------------------- | ---------- |
| 2016 | Япония (юниор.) | Победительница первого дивизиона юниорского чемпионата мира |            |
| 2017 | Япония          | Победительница группы A первого дивизиона чемпионата мира   |            |
| 2017 | Япония          | Чемпионка Азиатских игр                                     |            |
| 2019 | Япония (студ.)  | Бронзовый призёр Универсиады                                |            |

- По данным Eliteprospects.com.